# Masovna glad u Sjevernoj Koreji
Masovna glad u Sjevernoj Koreji trajala je od 1994. do 1998. kao posljedica sveopće gospodarske krize te poplava i suša u tom razdoblju.
Glad je nastala velikim dijelom zbog vlasti koja je ovisila o pomoći SSSR-a i Kine. Vlada je pogoršala situaciju raznim restrikcijama (dekret o zabrani privatne trgovine žitom, kampanja za dvije porcije dnevno) i pridržavanjem sustava planskog gospodarstva. 
Izljevi nabujalih rijeka Amnac i Yalu doveli su do nestašice električne energije koja je onemogućila napajanje usjeva i opskrbu elektrana i proizvodno-opskrbnih postrojenja (nestašica nafte nakon raspada SSSR-a otežavala je dostavu zaliha). Čak ni milijunska vojska, koja uvijek ima prvenstvo u državnim poslovima (v. Songun), nije dobivala veće porcije. Procjenjuje se da je od gladi 1994. – 1998. umrlo između 800 000 i 1 500 000 ljudi. Procjene nezavisnih istraživanja ne mogu utvrditi broj zbog nedefiniranog broja populacije i strogog režima koji je više poricao sam problem nego ga rješavao - za vrijeme kampanje konanŭi haenggun vlada je branila korištenje riječi 'oskudica' ili 'glad', osobito kao uzrok smrti.